# Lotus Seven
Lotus Seven – mały, lekki, dwumiejscowy samochód sportowy o prostej konstrukcji, produkowany przez brytyjską firmę Lotus w latach 1957−1970. Z uwagi na konstrukcję i właściwości często zwany "motocyklem na czterech kołach". Każda z jego wersji cechowała się bardzo dobrym przyspieszeniem i doskonałym prowadzeniem.
Producent sprzedawał Lotusa Seven zarówno w postaci zmontowanej, jak i w formie zestawów do samodzielnego montażu przez nabywcę – między innymi z powodów podatkowych.
Produkcję pierwszej wersji Lotusa Seven rozpoczęto w roku 1957 wykorzystując silnik Forda Sidevalve o pojemności 1172 cm3 i mocy 40 KM. Następca, Lotus Seven Series 2 był produkowany od roku 1960, zaś Series 3 od 1968. Od roku 1970 Lotus wprowadził Serię 4 o zmienionym kształcie i konstrukcji, która jednak nie zdobyła aż takiego uznania klientów.
Od roku 1973, Lotus postanowił zakończyć produkcję zestawów do samodzielnego montażu i skoncentrować się na budowie nowych, doskonalszych modeli. Jeden z dealerów Lotusa, firma Caterham Cars nabyła prawa do konstrukcji modelu Seven (jednak bez prawa do używania marki Lotus). Od 1973, Caterham Cars kontynuuje produkcję opracowanych przez siebie wersji rozwojowych Seven pod własną marką Caterham.
Z uwagi na prostotę koncepcji i konstrukcji, na całym świecie produkuje się do dziś wiele replik Lotusa Seven.

## Dane techniczne ('70 Seven)

### Silnik
- R4 1,6 l (1558 cm³), 2 zawory na cylinder, DOHC
- Układ zasilania: dwa gaźniki Weber
- Średnica cylindra × skok tłoka: 82,57 mm × 72,75 mm
- Stopień sprężania: 9,5:1
- Moc maksymalna: 127 KM (93 kW) przy 6300 obr./min
- Maksymalny moment obrotowy: 157 N•m przy 4500 obr./min

### Osiągi
- Przyspieszenie 0-80 km/h: 5,1 s
- Przyspieszenie 0-100 km/h: 7,1 s
- Czas przejazdu pierwszych 400 m: 15,5 s
- Czas przejazdu pierwszego kilometra: 29,8 s
- Prędkość maksymalna: 166 km/h